# Ansis Brūns
Ansis Bruns (ur. 30 marca 1989 w Ventspils) – łotewski lekkoatleta specjalizujący się w rzucie oszczepem.
11 lipca 2008 wywalczył w Bydgoszczy brązowy medal mistrzostw świata juniorów. W 2009 i 2011 odpadał w eliminacjach podczas mistrzostw Europy do lat 23. Jedenasty zawodnik mistrzostw Europy w Zurychu (2014).
Rekord życiowy: 82,00 (18 czerwca 2017, Jełgawa).

## Osiągnięcia
| Rok  | Impreza                               | Miejsce   | Lokata            | Wynik |
| ---- | ------------------------------------- | --------- | ----------------- | ----- |
| 2005 | Mistrzostwa świata juniorów młodszych | Marrakesz | el. – 20. miejsce | 61,59 |
| 2007 | Mistrzostwa Europy juniorów           | Hengelo   | el. – 13. miejsce | 67,33 |
| 2008 | Mistrzostwa świata juniorów           | Bydgoszcz | 3. miejsce        | 75,31 |
| 2009 | Młodzieżowe mistrzostwa Europy        | Kowno     | el. – 24. miejsce | 65,95 |
| 2011 | Zimowy puchar Europy w rzutach        | Sofia     | 8. miejsce        | 65,41 |
| 2011 | II liga drużynowych mistrzostw Europy | Nowy Sad  | 3. miejsce        | 71,73 |
| 2011 | Młodzieżowe mistrzostwa Europy        | Ostrawa   | el. – 17. miejsce | 66,99 |
| 2011 | Uniwersjada                           | Shenzhen  | 9. miejsce        | 74,91 |
| 2014 | Mistrzostwa Europy                    | Zurych    | 11. miejsce       | 72,24 |